# Imecs Béla
Imecs Béla (Budapest, 1898. május 11. – Budapest, 1987. június 13.) magyar költő, műfordító.

## Élete
A kolozsvári Pásztortűz című lapban jelentkezett első költeményeivel. Tehetségét Osvát Ernő fedezte fel, aki a  Nyugatban 1924-ben jelentette meg néhány szonettjét, s később is gyakran publikálta egyéni hangú, impresszionizmus felé hajló költeményeit, 1927-ig 30 versét közölte e lap. Komlós Aladár említése szerint „Osvát új Adyt látott benne”. Később a Babits Mihály által szerkesztett Új anthologia is beválogatta néhány alkotását. Talán a felé megnyilvánuló túlzó elvárás torpantotta meg, a Nyugat megszűntéig már csak hét verse jelent meg. „Már huszonöt éves korában így írt, szinte egész sorsát előrevetítve. »… kiéltem önmagam, önkínzó harcok végét már elértem, s Képzelt arcok dúlt ráncain keresztül/ Érzem hatalmas és bús szívverésem.«” 
Költői pályafutását lassan feladva műfordítással kezdett foglalkozni, elsősorban spanyol nyelvből. Rendszeresen szerepelt a Nagyvilág, az Alföld és a Tiszatáj irodalmi magazinok hasábjain fordításaival. Az Élet és Irodalom (és amelyből kivált, elődje az Irodalmi Újság) az 1950-es évek közepén több versét is közzétette, és sürgette egy önálló verseskötetének megjelentetését, ugyanis egész életében nem jelent meg önálló kötete. Színszappan Tamás című verses groteszkje  a 2000 folyóiratban jelent meg 1993-ban.
Arca csoportképekről ismerhető meg, így a Komlós Aladár, Barabás Tibor és Faludy György társaságában készült felvételről, ahol Imecs Béla a bal oldalon álló első személy.

## Munkái

### Műfordításai
Számos lapban rendszeresen jelentkezett fordításaival, a lista csak azon önálló antológiákat illetve köteteket tartalmazza, amelyekben fordítóként közreműködött
- Puskin válogatott versei (Európa, Budapest, 1951)
- A Malavoglia család, Giovanni Verga regénye (Európa, Budapest, 1956)
- Szenvedély, Latin-amerikai szerelmes versek, szerk: Baranyi Ferenc (General Press, Budapest)
- Dél Keresztje, Latin-amerikai költők versei (Európa, 1957)
- Verses világjárás, szerk.: Rába György (Kozmosz Könyvek, 1971)
- Költemények és egyéb verses munkák, Puskin (Szikra, 1949)
- Járom és csillag, Latin-amerikai költők antológiája, szerk: Benyhe János (Kozmosz Könyvek, 1984)
- Irodalmi mesék, Tomás de Iriarte(wd) (Magvető, 1955)
- Viszontlátásra, édes…, Bruno Brehm (Renaissance, 1941)
- Hispánia, Hispánia…, XX. századi spanyol költők versei, szerk: András László (Európa, 1959)